# Rodolphe Grossi
Rodolphe Grossi, dit également Grossi du Châtelard ou encore Grossi du Châtelar de La Salle, est un évêque du XIIIe siècle, évêque d'Aoste puis archevêque-comte de Tarentaise, sous le nom de Rodolphe Ier, originaire de la Vallée d'Aoste.

## Biographie

### Origines
Rodolphe Grossi appartient à une famille noble originaire du Valdigne en Vallée d'Aoste, il est le fils du seigneur Guillaume qui teste en 1270 et de son épouse Bonariem (morte le 9 décembre 1244) comme en témoigne le Martyrologe de la cathédrale d'Aoste.

### Carrière
Prévôt de la cathédrale d'Aoste en 1235, il est ensuite qualifié de procureur de l'église d'Aoste par une charte du 13 avril 1244. Durant cette période, il fait construire la maison forte Châtelard sur le territoire de La Salle dans la première moitié du XIIIe siècle. Le château est cité la première fois dans un document de 1248. C'est à partir de la construction de cette maison forte qu'il commence à associer à son nom « Du Châtelar ».
Il est élu sur le siège d'Aoste probablement en 1243, puisqu'il est mentionné comme évêque par le pape Innocent IV dans une correspondance du 18 décembre 1243 envoyée du Palais du Latran. Le 2 mars 1246, ce même pape le transfère à l'archevêché de Tarentaise. Son arrivée marque la fin d'une opposition entre l'archevêché et la maison de Savoie, cherchant même leur protection. Les archevêques en conflit avec les successeurs de seigneurs de Briançons, notamment Aymon d'Aigueblanche qui remet en cause le représentant de l'Empereur à pouvoir défendre les terres comtales de Tarentaise. Le 9 février 1254, Mgr Grossi du Châtelard proteste et menace d'excommunication les seigneurs d'Aigueblanche. Cependant, il renonce quatre ans plus tard en échange d'un paiement de 1 700 livres viennoises.
Son rang lui permet d'être présent lors de la rédaction du testament du comte Thomas II de Piémont, le 26 juin 1248.

### Mort et succession
Rodolphe Grossi teste en 1270.
À sa mort, le comte Philippe Ier de Savoie, devient garant des terres du comté.
Son neveu, Pierre Grossi du Châtelard, lui succède.

## Blason
Les armes des Grossi du Châtelard sont : D'azur, à la porte flanquée d'une tour d'argent, le tout maçonné de sable et surmonté d'une fleur de lys d'or.